# Synopeas minor
Synopeas minor är en stekelart som först beskrevs av Charles Thomas Brues 1922.  Synopeas minor ingår i släktet Synopeas och familjen gallmyggesteklar. Inga underarter finns listade i Catalogue of Life.